# Mingyi Nyo
Bản mẫu:Burmese characters
Mingyi Nyo (tiếng Miến Điện: မင်းကြီးညို; hoặc Mingyinyo hay Minkyinyo; phát âm [mɪ́ɴdʑíɲò]; 1459–1530) là vị vua sáng lập nên Triều đại Taungoo thống trị Miến Điện (Myanmar) trong một thời gian dài. Dưới 45 năm lãnh đạo của ông (1485–1530), Toungoo (Taungoo), từ một nước chư hầu suy vong của Ava đã trở thành một vương quốc độc lập hoàn toàn. Năm 1510, ông tuyên bố vùng đất Toungoo độc lập từ Ava. Một cách khéo léo ông đã giữ vương quốc nhỏ của mình cách xa khỏi những xung đột hỗn loạn tàn phá Thượng Miến Điện.

## Gia đình
- Cha: Maha Thinkhaya
- Mẹ: Min Hla Nyet

### Chính cung
- Hoàng hậu Soe Min Hteik-Tin
  - Vương nữ: không rõ, hạ giá lấy Shwe Myat

### Hậu cung
- Bắc cung phi Thiri Maha Sanda Dewi
- Trung cung phi Yadana Dewi
  - Vương nữ: Công chúa Thakin Gyi, sau là hoàng hậu chính thất của Vua Bayinnaung
- Tây cung phi Maha Dewi
- Cung phi Yaza Dewi
  - Vương tử: Tabinshwehti

## Thư tịch học
- Fernquest, Jon (Autumn 2005). "Min-gyi-nyo, the Shan Invasions of Ava (1524–27), and the Beginnings of Expansionary Warfare in Toungoo Burma: 1486–1539" (PDF). SOAS Bulletin of Burma Research. Quyển 3 số 2. Bản gốc (PDF) lưu trữ ngày 10 tháng 10 năm 2008. Truy cập ngày 6 tháng 1 năm 2018.
- Harvey, G.E. (1925). History of Burma. London: Frank Cass & Co. Ltd.
- Kala, U (1724). Maha Yazawin (bằng tiếng Miến Điện). Quyển 1–3 (ấn bản thứ 4). Yangon: Ya-Pyei Publishing.
- Maha Sithu (1798). Myint Swe (1st ed.); Kyaw Win, Ph.D. and Thein Hlaing (2nd ed.) (biên tập). Yazawin Thit (bằng tiếng Miến Điện). Quyển 1–3 (ấn bản thứ 2). Yangon: Ya-Pyei Publishing.{{Chú thích sách}}:  Quản lý CS1: nhiều tên: danh sách biên tập viên (liên kết) Quản lý CS1: tên số: danh sách biên tập viên (liên kết)
- Royal Historical Commission of Burma (1832). Hmannan Yazawin (bằng tiếng Miến Điện). Quyển 1–3 (ấn bản thứ 2003). Yangon: Ministry of Information, Myanmar.
- Sein Lwin Lay, Kahtika U (1968). Mintaya Shwe Hti and Bayinnaung: Ketumadi Taungoo Yazawin (bằng tiếng Miến Điện) (ấn bản thứ 2). Yangon: Yan Aung Sarpay.